# Europlug

Normativa de l'Europlug.

L'Europlug, també anomenat endoll tipus C, és un tipus d'endoll pla bipolar de dues clavilles. S'utilitza habitualment en els cables d'alimentació de petits electrodomèstics i està limitat a corrents de fins a 2,5 A.Està emmotllat generalment al final d'un cable elèctric. És adequat per a dispositius de classe II (és a dir, d'aïllament doble).

## Història
Aquest connector va ser dissenyat per connectar-se de manera segura a les connexions domèstiques de tots els països europeus continentals, excepte els països que utilitzen el sistema BS 1363 (illes britàniques i les seves antigues colònies: Gran Bretanya. Xipre. Gibraltar. Irlanda i Malta).
Es va introduir el 1963 a la segona edició de la norma CEE 7, com a alternativa II del XVI full de normalització. Per aquesta raó, a vegades s'anomena "full CEE 7/16 alternatiu II", o també simplement "full CEE 7/16", l'alternativa que proporciona l'estàndard CEE 7 gairebé no s'utilitza. Des del 1990, està especificat per la norma CENELEC EN 50075.

## Característiques tècniques

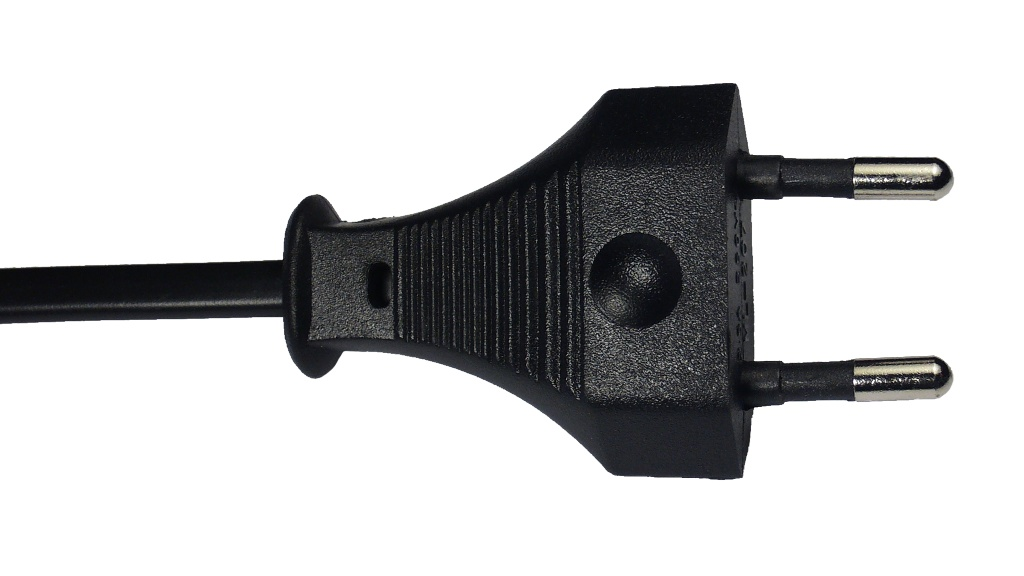
Exemple d'un Europlug.

Els pins de l'Europlug.CEE 7/16 tenen una longitud de 19 mm. Tenen un extrem conductor de 9 mm de llarg per 4 mm de diàmetre amb un extrem arrodonit, seguit d'una tija aïllada de 10 mm de llarg i amb un diàmetre màxim de 3,8 mm. Els dos pins no són exactament paral·lels; conflueixen lleugerament. Els seus centres estan a 17,5 mm de diferència a l'extrem i 18,6 mm a la base. L'elasticitat dels pins proporciona força suficient per establir un contacte segur a la tensió i corrent previstes amb els diversos tipus de forats rodons a les bases europeus. L'endoll mesura 35,3 mm d' ample i 13,7 mm d' alçada. No ha de sobrepassar aquestes dimensions fins a 18 mm de la seva cara davantera, per poder-lo connectar a les preses de buit europees. Els costats esquerre i dret estan delimitats per superfícies a 45 ° a la cara frontal.

## Compatibilitat

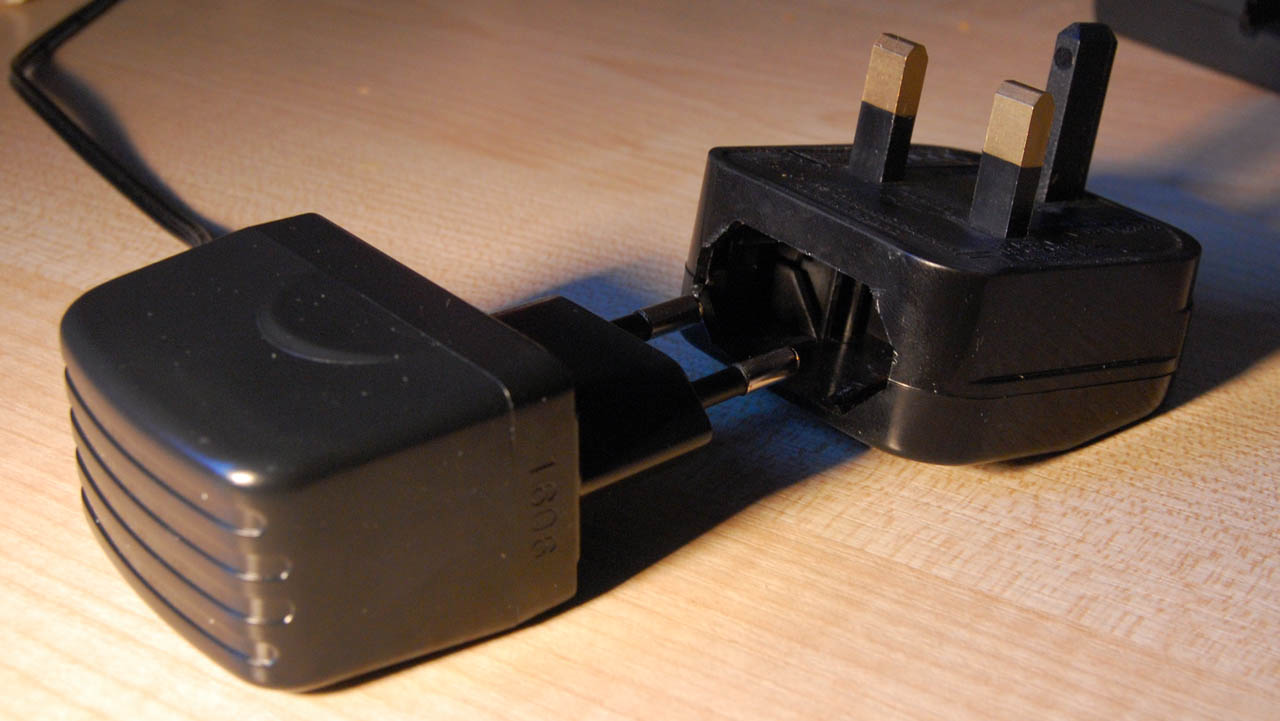
Europlug amb un adaptador BS 1363.

Va ser ideat per funcionar de manera segura a les preses de corrent més utilitzades als països europeus. Funciona amb altres endolls compatibles amb clavilles rodones amb els eixos a 19 mm de separació. No és compatible amb el sistema d'endolls i preses BS 1363 emprat a la Gran Bretanya, Xipre, Gibraltar, Irlanda i Malta.
És compatible amb els següents estàndards d'endolls: 
- Preses sense terra CEE 7/1 "tipus C" (obsoletes a la majoria de països, però encara estandarditzades per exemple a Rússia com GOST 7396 C 1),
- el sistema francès “tipus E” NF C 61-314,
- el sistema alemany "tipus F" Schuko DIN 49440/49441,
- el sistema SI32 israelià "tipus H" (del 1989 - les connexions més antigues tenen contactes plans incompatibles amb l'Europlug),[3]
- el sistema suís "tipus J" SEV 1011.
- el sistema danès “tipus K” 107-2-D1,
- el sistema italià “tipus L” CEI 23-50,
- la norma internacional IEC 60906-1 "tipus N" (adoptada a Sud-àfrica i Brasil).

## Compatibilitat a tot el món
Més enllà d'Europa, molts països utilitzen un dels estàndards anteriors; per tant, s'hi pot emprar l'Europlug.

Mapa dels països que els seus endolls són compatibles amb l'Europlug (verd sòlid: tots els endolls; patró verd: només certs endolls).